# Azerspace-1
Azerspace-1, conosciuto anche come Azerspace-1/Africasat-1a, è il primo  satellite dell'Azerbaigian. 
Il satellite, con una massa al lancio di 3.275 Kg, è stato costruito dalla Orbital Sciences Corporation. Il lancio è stato effettuato il 7 febbraio 2013 dal Centro spaziale guyanese con un razzo vettore Ariane 5. Azerspace-1, posto in orbita geostazionaria inclinata, è destinato alle telecomunicazioni, assicurando copertura all'Europa, all'Africa e ad una buona parte dell'Asia. Il satellite è gestito congiuntamente da Azercosmos e dalla compagnia malaysiana MEASAT Satellite Systems, che gestiva il satellite MEASAT-1 (conosciuto anche come Africasat-1) e altri satelliti destinati ad assicurare copertura all'Africa: da qui il nome alternativo Azerspace-1/Africasat-1a.
Il satellite ha una durata programmata di 15 anni.